# Blountville
Blountville – jednostka osadnicza w Stanach Zjednoczonych, w stanie Tennessee, w hrabstwie Sullivan.